# Rahim Beqiri
Rahim Beqiri (en albanés: Rahim Beqiri, en macedonio: Рахим Беќири; 1 de enero de 1957-1 de agosto de 2001), más conocido como Comandante Roki, fue un comandante del Ejército de Liberación de Kosovo (KLA) durante la Guerra de Kosovo, a finales de los años 1990. Nació en Kopernica, Yugoslavia, localizado en la actual Kosovo.
Tras el inicio de la Guerra en Kosovo, se unió al Ejército de Liberación de Kosovo (KLA) en el rol de comandante de la zona de operaciones de Marec. Después de unirse al UÇPMB, y después del inicio del Conflicto de Macedonia en 2001, se unió al NLA y se infiltró en la frontera Kosovo-Macedonia, donde comenzó a atacar las fuerzas de seguridad macedonias. Fue uno de los comandantes de la 112 Brigada del NLA, el cual está activo en el área de Tetovo. Fue herido por las fuerzas de seguridad macedonias, durante un enfrentamiento en el suburbio de Drenovec, durante la Segunda Batalla por Tetovo. Fue llevado inmediatamente al hospital en Poroj, y luego al hospital de Pristina, donde falleció el 1 de agosto de 2001.